# Castello di Orazio Gonzaga

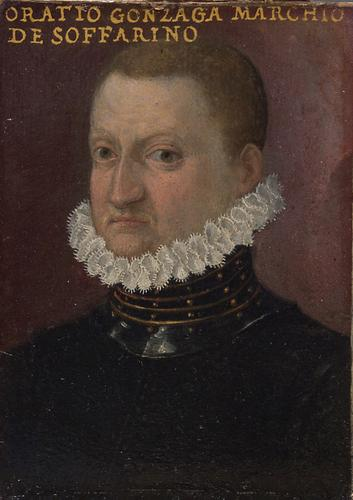
Ritratto di Orazio Gonzaga, XVI secolo

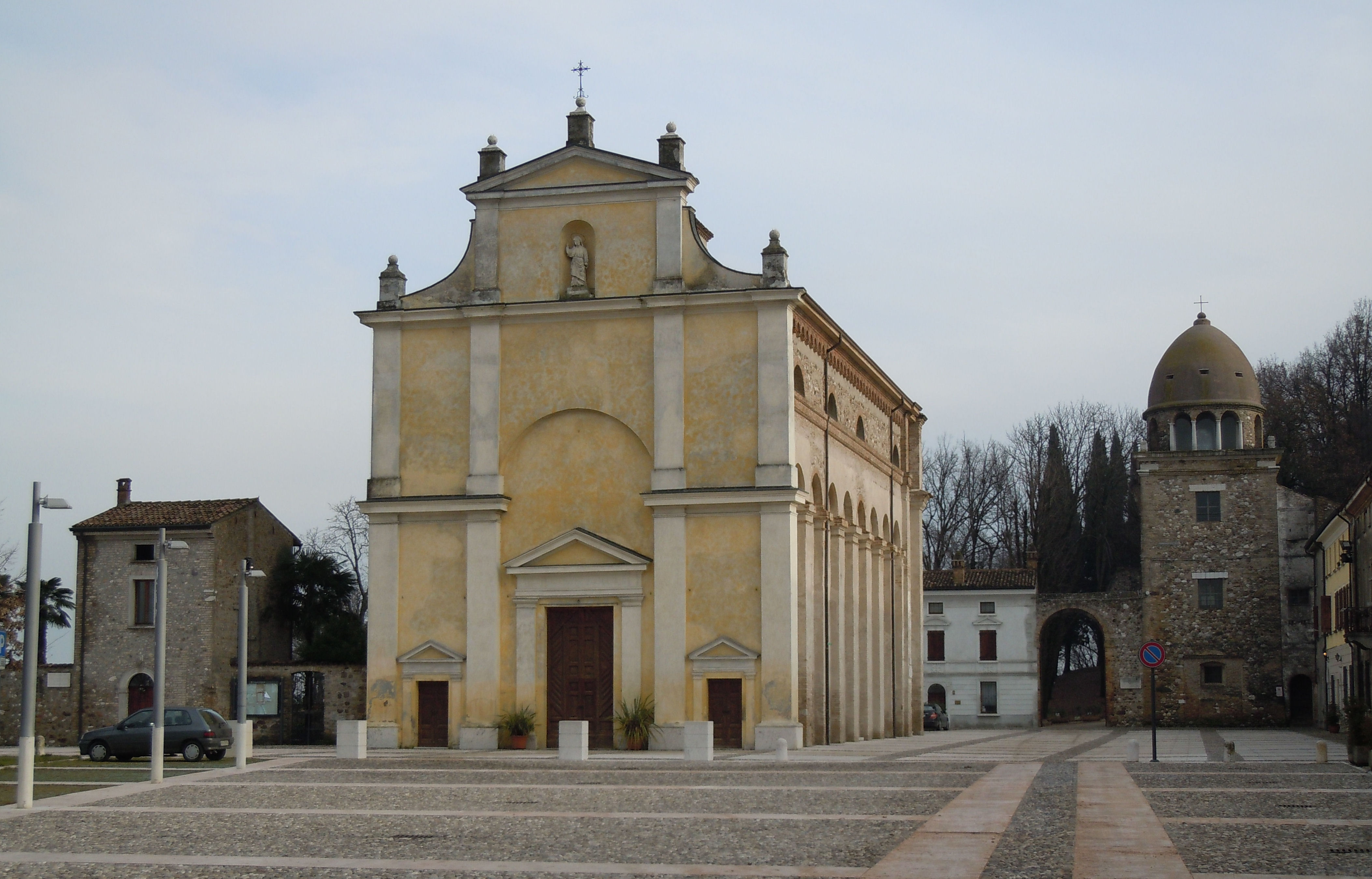
Piazza Castello

Il castello di Orazio Gonzaga era un'antica roccaforte risalente al XVI secolo situata nel centro di Solferino, in provincia di Mantova, che conserva inalterato l'originario impianto urbanistico, oltre ad alcuni edifici e opere difensive, tra cui la torre di guardia.

## Storia e descrizione
Il castello, situato su una collina che domina il lago di Garda, appartenne al padre Aloisio e venne riedificato  per volere del marchese di Solferino Orazio Gonzaga intorno al 1565, divenendo la residenza del principe.
Negli anni di lotte tra i Gonzaga per il potere e il possesso delle proprietà, Marta Tana, moglie del marchese di Castiglione Ferrante Gonzaga e quindi    cognata di Orazio, assunse la reggenza del castello in cui trascorse lunghi periodi di riposo e tranquillità.

Nella notte tra il 18 e il 19 agosto 1597, un gruppo di congiurati, prezzolati per abbattere il potere di Francesco Gonzaga, signore di Castiglione, penetrarono nel castello e rapirono Marta Tana e l'ultimogenito Diego, allora solo quindicenne, con l'intento di utilizzarli per farsi aprire le porte di Castiglione e uccidere Francesco. Marta Tana rifiutò con fermezza di assecondare i loro piani contro il figlio Francesco. I congiurati uccisero quindi Diego con un colpo di archibugio e infierirono su Marta Tana con varie pugnalate. L'assalto al castello fallì e Marta Tana, dopo alcuni giorni di agonia, riuscì a salvarsi.
Dell'antico maniero rimangono solamente la porta di ingresso, una parte di mura, la torre di guardia e la chiesa di San Nicola di Bari.